# Palazzo Adriano
Palazzo Adriano é uma comuna italiana da região da Sicília, província de Palermo, com cerca de 2.530 habitantes. Estende-se por uma área de 129 km², tendo uma densidade populacional de 20 hab/km². Faz fronteira com Bivona (AG), Burgio (AG), Castronovo di Sicilia, Chiusa Sclafani, Corleone, Lucca Sicula (AG), Prizzi.

## Demografia
| Variação demográfica do município entre 1861 e 2011                               |
|                                                                                   |
| Fonte: Istituto Nazionale di Statistica (ISTAT) - Elaboração gráfica da Wikipedia |